# Sukogidri
Sukogidri is een bestuurslaag in het regentschap Jember van de provincie Oost-Java, Indonesië. Sukogidri telt 3588 inwoners (volkstelling 2010).